# Fred Neil
Fred Neil (Cleveland (Ohio), 16 maart 1936 - Summerland Key (Florida), 7 juli 2001) was een Amerikaans folkzanger en -componist. Hij werd in de jaren zestig bekend doordat anderen zijn composities vertolkten en er succes mee bereikten. Als artiest lukte het hem daarentegen niet om een carrière op te bouwen.
De loopbaan van Fred Neil begon in de New Yorkse wijk Greenwich Village, waar hij geregeld in onder meer Cafe Wha? optrad. Hij zong en bespeelde een 12-snarige gitaar. Naast de solo-optredens speelde hij in de vroege jaren zestig ook met anderen. Zo liet hij zich in 1961 een aantal keer begeleiden door Bob Dylan en Mark Spoelstra, kort nadat Dylan met zijn studie stopte en naar New York was verhuisd. Hij leerde tevens David Crosby kennen, die zich liet beïnvloeden door het gitaarspel van Neil. In 1969 nam Harry Nilsson het door Neil geschreven liedje "Everybody's Talkin'" op. Het werd gebruikt in de door John Schlesinger geregisseerde film Midnight Cowboy (1969) en Nilsson scoorde er een grote hit mee. In de vroege jaren zeventig nam Neil afscheid van de muziekindustrie en in de daaropvolgende dertig jaar hield hij zich bezig met de preservatie van dolfijnen.

## Discografie
- Hootenanny Live at the Bitter End (1964, compilatiealbum Neil e.a.)
  - In 1964 heruitgegeven met als titel World of Folk Music.
- Tear Down the Walls (1964, met Vince Martin)
- Bleecker & MacDougal (1965)
  - In 1970 heruitgegeven met als titel Little Bit of Rain.
- Fred Neil (1966)
- Sessions (1967)
- Other Side of This Life (1971, grotendeels live)

## NPO Radio 2 Top 2000
Van Fred Neil stond alleen The dolphins in 2000 in de NPO Radio 2 Top 2000, op plek 1916.